# Yılmaz Özen
Yılmaz Özen (* 21. August 1973 in Bolu) ist ein ehemaliger türkischer Fußballspieler und -trainer.

## Spielerkarriere
Özen spielte bis ins Jahr 1991 für die Reservemannschaft seines Heimatvereins Boluspor. Anschließend erhielt er 
1991 hier einen Profivertrag, spielte aber nach einer Teilnahme an vorsaisonalen Vorbereitungscamps weiterhin für die Reservemannschaft. Zur Saison 1992 wurde er dann erneut in den Profikader aufgenommen und absolvierte in den ersten Wochen der Saison für Boluspor eine Zweitligapartie. Für den Rest der Saison wurde er an Mudurnuspor ausgeliehen. Für diesen Klub kam Özen bis zum Saisonende zu 17 Ligaeinsätzen. Für die neue Saison kehrte er zu Boluspor zurück, saß aber die nachfolgende Saison fast ausschließlich auf der Ersatzbank. Zur neuen Saison verlieh Boluspor Özen erneut an Mudurnuspor.
Im Sommer 1995 verließ Özen Boluspor und wechselte zum Drittligisten Marmarisspor. Hier etablierte er sich schnell als Stammspieler und absolvierte bis zum Saisonende 22 Ligaspiele. In der Drittligasaison 1996/97 erreichte er mit seinem Team die Drittligameisterschaft und damit den Aufstieg in die 2. Futbol Ligi. 
Nach dem Aufstieg in die 2. Liga spielte Özen eine weitere Saison für Marmarisspor und wechselte im Sommer 1999 zum Ligarivalen Büyükşehir Belediye Ankaraspor. Für Ankaraspor spielte er die nächsten vier Spielzeiten lang.  Anschließend spielte er für die Dritt- bzw. Viertligisten Üsküdar Anadolu 1908 SK, Kırşehirspor, Çankırı Belediyespor und Afyonkarahisarspor und beendete im Sommer 2007 seine Karriere.

## Trainerkarriere
Ab dem Sommer 2008 begann Özen bei seinem Heimatverein Boluspor als Nachwuchstrainer zu arbeiten und war bis zum Frühjahr 2014 in dieser Funktion aktiv. Im April 2014 wurde er als Cheftrainer der Profimannschaft vorgestellt und folgte dem zurückgetretenen Engin Korukır. Nachdem er die Mannschaft interimsweise bis zum Saisonende betreut hatte, kehrte er zu seiner vorherigen Tätigkeit zurück.

## Erfolge

### Marmarisspor
- Meister der TFF 2. Lig und Aufstieg in die TFF 1. Lig: 1996/97